# Antoinette Bower
Antoinette Bower (Baden-Baden, 30 settembre 1932) è un'attrice statunitense, attiva dagli anni '50 agli anni '90.

## Filmografia parziale

### Cinema
- Gli ammutinati del Bounty (Mutiny on the Bounty), regia di Lewis Milestone (1962) - non accreditata
- Superbeast, regia di George Schenck (1972)
- Die Sister, Die!, regia di Randall Hood (1978)
- Non entrate in quella casa (Prom Night), regia di Paul Lynch (1980)
- Blood Song, regia di Alan J. Levi (1982)
- Viaggiatore nel tempo (Time Walker), regia di Tom Kennedy (1982)
- Professione giustiziere (The Evil That Men Do), regia di J. Lee Thompson (1984)
- Club Paradise, regia di Harold Ramis (1986)

### Televisione
- Hudson's Bay – serie TV, 4 episodi (1959)
- Hong Kong – serie TV, episodio 1x17 (1961)
- The Aquanauts – serie TV, 1 episodio (1961)
- Avventure in paradiso (Adventures in Paradise) – serie TV, 2 episodi (1960-1961)
- Have Gun - Will Travel – serie TV, 1 episodio (1961)
- Carovane verso il West (Wagon Train) – serie TV, 1 episodio (1961)
- Alfred Hitchcock presenta (Alfred Hitchcock Presents) – serie TV, 2 episodi (1961-1962)
- Thriller – serie TV, 2 episodi (1961-1962)
- Hawaiian Eye – serie TV, 1 episodio (1962)
- Kraft Mystery Theater – serie TV, 1 episodio (1962)
- Perry Mason – serie TV, 2 episodi (1962-1963)
- Combat! – serie TV, 1 episodio (1963)
- Ai confini della realtà (The Twilight Zone) – serie TV, 1 episodio (1963)
- The Travels of Jaimie McPheeters – serie TV, episodi 1x12-1x20 (1963-1964)
- La grande avventura (The Great Adventure) – serie TV, episodio 1x17 (1964)
- Organizzazione U.N.C.L.E. (The Man from U.N.C.L.E.) – serie TV, 1 episodio (1965)
- The Crisis (Kraft Suspense Theatre) – serie TV, 1 episodio (1965)
- Convoy – serie TV, 1 episodio (1965)
- Selvaggio west (The Wild Wild West) – serie TV, 1 episodio (1965)
- Ben Casey – serie TV, 3 episodi (1965)
- Twelve O'Clock High – serie TV, 3 episodi (1964-1966)
- The Wackiest Ship in the Army – serie TV, 3 episodi (1965-1966)
- Le spie (I Spy) – serie TV, 2 episodi (1966)
- A Man Called Shenandoah – serie TV, episodio 1x28 (1966)
- Polvere di stelle (Bob Hope Presents the Chrysler Theatre) – serie TV, 1 episodio (1966)
- Codice Gerico (Jericho) – serie TV, episodi 1x09-1x10 (1966)
- Iron Horse – serie TV, episodio 1x13 (1966)
- Il ladro (T.H.E. Cat) – serie TV, 1 episodio (1966)
- Il fuggiasco (The Fugitive) – serie TV, 3 episodi (1966-1967)
- Gli invasori (The Invaders) – serie TV, 1 episodio (1967)
- Star Trek – serie TV, episodio 2x07 (1967)
- Tarzan – serie TV, episodio 2x08 (1967)
- Squadra speciale anticrimine (The Felony Squad) – serie TV, episodio 2x11 (1967)
- Cowboy in Africa – serie TV, 2 episodi (1967-1968)
- La grande vallata (The Big Valley) – serie TV, 1 episodio (1968)
- Bonanza – serie TV, 1 episodio (1968)
- Insight – serie TV, 1 episodio (1968)
- Mannix – serie TV, 3 episodi (1968-1969)
- Hawaii Squadra Cinque Zero (Hawaii Five-O) – serie TV, 1 episodio (1969)
- Get Smart – serie TV, 1 episodio (1969)
- Lancer – serie TV, 1 episodio (1969)
- Gli eroi di Hogan (Hogan's Heroes) – serie TV, 3 episodi (1967-1969)
- Reporter alla ribalta (The Name of the Game) – serie TV, 1 episodio (1969)
- Giovani avvocati (The Young Lawyers) – serie TV, episodio 1x11 (1970)
- Missione impossibile (Mission: Impossible) – serie TV, 4 episodi (1967-1971)
- Mamma Elisabeth (A Death of Innocence) – film TV (1971)
- La farina del diavolo (See the Man Run) – film TV (1971)
- Ironside – serie TV, 2 episodi (1967-1972)
- The Whiteoaks of Jalna – serie TV, 4 episodi (1972)
- Search – serie TV, 1 episodio (1973)
- Hawkins – serie TV, 1 episodio (1973)
- F.B.I. (The F.B.I.) – serie TV, 4 episodi (1967-1973)
- The Collaborators – serie TV, 1 episodio (1973)
- Colombo (Columbo) – serie TV, episodio 4x03 (1974)
- Cannon – serie TV, 1 episodio (1974)
- L'uomo da sei milioni di dollari (The Six Million Dollar Man) – serie TV, 1 episodio (1976)
- Kojak – serie TV, 1 episodio (1978)
- Cuore e batticuore (Hart to Hart) – serie TV, 1 episodio (1982)
- Uccelli di rovo (The Thorn Birds) – serie TV, 2 episodi (1983)
- Il cowboy e la ballerina (The Cowboy and the Ballerina) –  film TV (1984)
- La signora in giallo (Murder, She Wrote) – serie TV, episodio 4x07 (1987)
- Neon Rider – serie TV, 42 episodi (1989-1992)